# Cryptophysophilus bicoloratus
Cryptophysophilus bicoloratus är en fjärilsart som beskrevs av Semper 1898. Cryptophysophilus bicoloratus ingår i släktet Cryptophysophilus och familjen bastardsvärmare. Inga underarter finns listade i Catalogue of Life.